# Accent en croix
Cette page contient des caractères spéciaux ou non latins. S’ils s’affichent mal (▯, ?, etc.), consultez la page d’aide Unicode.
L’accent en croix, aussi appelé x en chef, est un diacritique de l’alphabet latin utilisé notamment dans certaines notation prosodique anglaise ou dans l’alphabet phonétique international pour indiquer la semi-centralisation d’une voyelle, c’est-à-dire une articulation tendant vers la voyelle moyenne centrale [ə].

## Utilisation
Dans la notation prosodique anglaise, l’accent en croix peut être utilisé au-dessus de la lettre d’une voyelle pour indiquer un accent tonique faible ou sans accent tonique, (l’accent tonique fort étant indiqué avec l’accent aigu), par exemple dans la trochée suivante :
- ˊ ˟ (silver) ;

Dans l’alphabet phonétique international, depuis la convention de Kiel en 1989, l’accent en croix (croix de multiplication) est utilisé au-dessus d’un symbole de voyelle pour indiquer la semi-centralisation de cette voyelle.
Selon les Principes de 1949, elle était précédemment notée à l’aide d’un schwa en exposant, par exemple [eᵊ] transcrit aujourd’hui [e̽].

## Représentations informatiques
L’accent en croix peut être représenté avec les caractères Unicode (lettres modificatives avec chasse, Diacritiques) suivants :
| symboles            | représentations | chaînes de caractères | points de code | descriptions                        | note                                                                          |
| ------------------- | --------------- | --------------------- | -------------- | ----------------------------------- | ----------------------------------------------------------------------------- |
| lettre modificative | ˟               | ˟                     | U+02DF         | lettre modificative accent en croix | à ne pas confondre avec la lettre modificative minuscule x ‹ ˣ › U+02E3       |
| diacritique         | ◌ ̽              | ̽                      | U+033D         | diacritique x en chef               | à ne pas confondre avec la diacritique lettre latine minuscule x ‹ ◌ͯ › U+036F |